# Stenoptilia parnasia
Stenoptilia parnasia is een vlinder uit de familie vedermotten (Pterophoridae). De wetenschappelijke naam is voor het eerst geldig gepubliceerd in 1986 door Arenberger.
De soort komt voor in Europa.